# クリス・ウェイラス
クリス・ウェイラス（Christopher James Walas、1955年 - ）は、アメリカ合衆国のSFXスタッフ、特殊メイクアーティスト。
シカゴ出身。SF映画やホラー映画を中心に特殊メイクやクリーチャーデザインを手掛け、『ザ・フライ』で第59回アカデミーメイクアップ賞を受賞した（ステファン・デュプイと共に）。『ザ・フライ』の続編である『ザ・フライ2 二世誕生』では監督も務めた。
ほかにサターン賞を2回受賞している）。

## 主な作品
- ドクター・モリスの島/フィッシュマン L'isola degli uomini pesce / Island of the Fishmen (1979) アメリカ公開版[注釈 1]
- ジュラシック・ジョーズ Up from the Depths (1979)
- モンスター・パニック Humanoids from the Deep (1980) クレジットなし
- フライングハイ Airplane! (1980)
- ギャラクシーナ Galaxina (1980)
- スキャナーズ Scanners (1981)
- ドラゴンスレイヤー Dragonslayer (1981)
- おかしなおかしな石器人 Caveman (1981)
- レイダース/失われたアーク《聖櫃》 Raiders of the Lost Ark (1981)
- スター・ウォーズ/ジェダイの復讐 Star Wars: Episode VI Return of the Jedi (1983) クレジットなし
- グレムリン Gremlins (1984)
- 第5惑星 Enemy Mine (1985)
- ザ・フライ The Fly (1986)
- ガバリン2 タイムトラぶラー House II: The Second Story (1987)
- キッス The Kiss (1988)
- ザ・フライ2 二世誕生 The Fly II (1989)
- ザ・デプス DeepStar Six (1989)
- アラクノフォビア Arachnophobia (1990)
- ハリウッド・ナイトメア Tales from the Crypt (1990) テレビドラマ、The Switch
- サンタリアの復活/血塗られた暗黒大陸 Curse III: Blood Sacrifice (1991)
- 裸のランチ Naked Lunch (1991) クレジットなし
- ホット・ショット Hot Shots! (1991)
- バーチュオシティ Virtuosity (1995)
- ジェイド Jade (1995)

監督
- ザ・フライ2 二世誕生 The Fly II (1989)
- ハリウッド・ナイトメア Tales from the Crypt (1990) テレビドラマ、'Til Death
- バーグラント The Vagrant (1992)